# Dietrich Bergner
Dietrich Albert Bergner (* 18. August 1931 in Merseburg) ist ein deutscher Werkstoffwissenschaftler und Hochschullehrer.

## Leben
Dietrich Bergner legte 1950 in Mücheln (Geiseltal) das Abitur ab. Er arbeitete bis 1952 im Mineralölwerk Lützkendorf und ließ sich zum Chemiefacharbeiter ausbilden.
Ab 1952 studierte er Physik an der Martin-Luther-Universität Halle-Wittenberg. 1955 wechselte er an die Technische Hochschule Dresden, wo er 1958 sein Studium als Diplom-Ingenieur für Physikalische Kerntechnik beendete. Er arbeitete vier Jahre lang als Assistent in Dresden und begann 1962 seine Tätigkeit am Institut für Metallkunde der Bergakademie Freiberg. 1964 schloss er seine Promotion ab.
Von 1964 bis 1972 leitete er die Abteilung Metallphysik am Freiberger Forschungsinstitut für NE-Metalle, danach ging er als Dozent an die Bergakademie zurück. 1977 beendete er seine Promotion B.
Im Jahr 1978 wurde er an der Bergakademie zum ordentlichen Professor berufen. Bis 1986 leitete er den Wissenschaftsbereich Physikalische Metallkunde bzw. Metallische Werkstoffe. Nach der Wiedervereinigung Deutschlands erfolgte seine Berufung zum Professor neuen Rechts für Theoretische Werkstoffwissenschaft. 1996 trat er in den Ruhestand.
Dietrich Bergner hat etwa 105 Publikationen (mit-)verfasst und 35 Dissertationen bzw. Habilitationen betreut.

## Veröffentlichungen (Auswahl)
- Methodische Untersuchungen zur Korngrenzendiffusion in Metallen. Dissertation, Freiberg 1964
- Fremddiffusion von Metallen : Beiträge von Mikrosondenverfahren zur Lösung von Diffusionsproblemen. Dissertation B, Freiberg 1977